# Tane maku hito

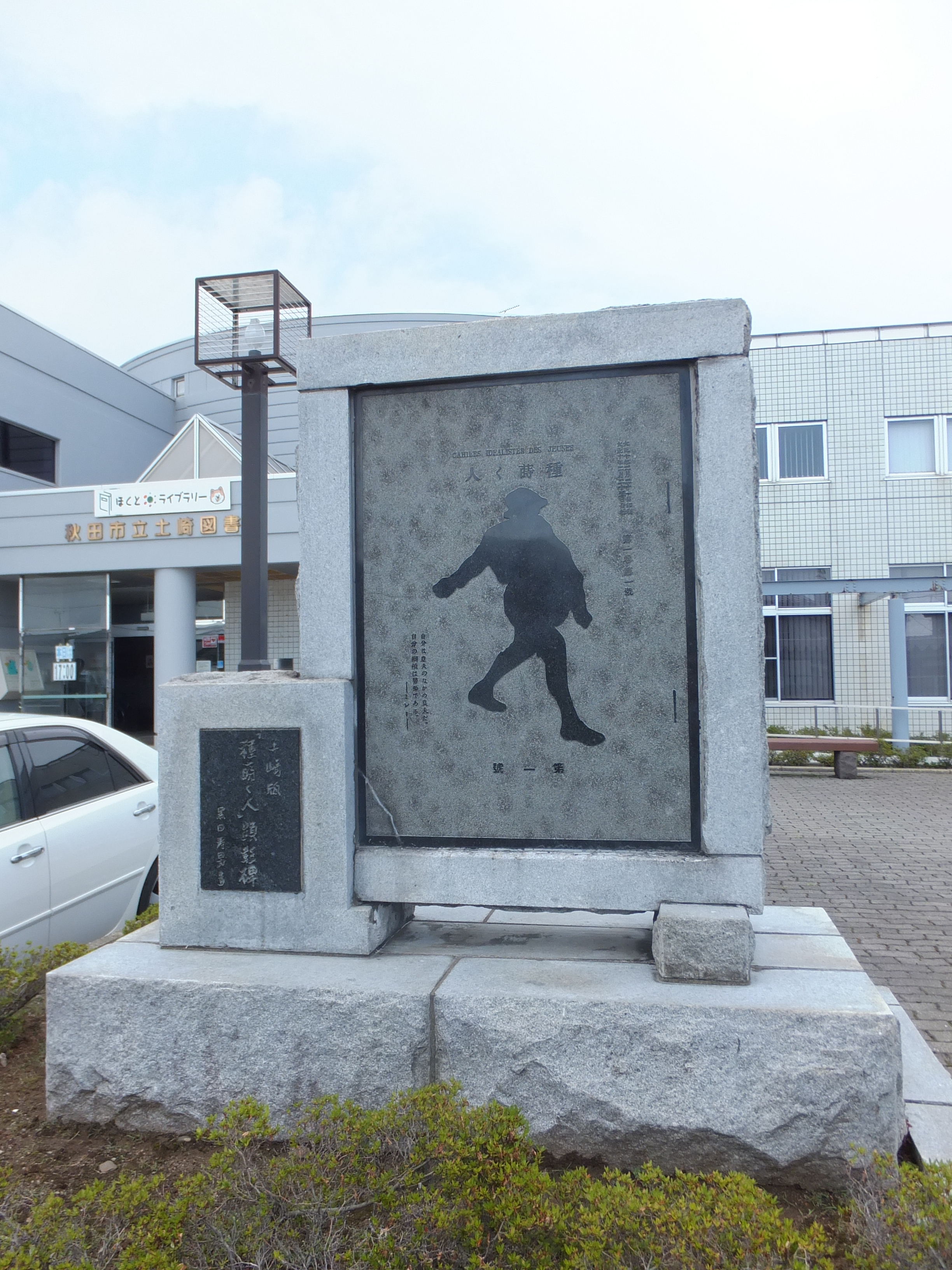
Monument of the Tanemakuhito

Tane maku hito (種蒔く人, «El sembrador») fue una revista japonesa de literatura proletaria de principios de los años 1920. Inicialmente, se publicó en la prefectura de Akita, y posteriormente en Tokio, entre 1921 y 1923.

## Trasfondo
Desde principios del siglo XX se venía publicando en Japón un volumen considerable de literatura izquierdista. Con algunas excepciones notables, tales como la poesía y los ensayos de Takuboku Ishikawa, estas obras tendían a ser, según palabras del historiador y crítico de la literatura japonesa Donald Keene, «inmaduras y sentimentales».
La revista Tane maku hito fue fundada por Ōmi Komaki, un joven de Tsuchizaki (土崎, un pueblo pequeño de la prefectura de Akita) que estudió en Francia durante su adolescencia y pasó allí la Primera Guerra Mundial. Allí, recibió una fuerte influencia del movimiento pacifista y, posteriormente, el grupo izquierdista Clarté («Claridad») liderado por Henri Barbusse, Anatole France y otros. Komaki prometió a Barbusse personalmente que organizaría un movimiento equivalente cuando regresara a Japón.

## Historia de la publicación
La primera Tane maku hito fue fundada por Komaki y sus amigos Yōbun Kaneko (金子洋文) Kenzō Imano (今野賢三) y otros en Tsuchizaki en febrero de 1921, aunque solo se publicaron tres números. Ōmi había vuelto recientemente a Japón tras participar en el movimiento antibelicista de Barbusse. A estos escritores se unieron Takamaru Sasaki (佐々木孝丸) y Masatoshi Muramatsu (村松正俊), y la revista fue refundada en Tokio en octubre.
La revista tenía un perfil internacionalista y antimilitarista, y publicaba regularmente críticas literarias que ponían énfasis en los movimientos artísticos y literarios como aspectos del movimiento de liberación.
Dejó de publicarse en octubre de 1923, poco después del gran terremoto de Kantō. Su último número, junto con el suplemento Tane maki ki (種蒔き記, «Crónica de la siega»), criticó con vehemencia la persecución contra coreanos y socialistas tras el terremoto.
En total, se publicaron 21 números, de los que cuatro fueron prohibidos por los censores del gobierno antes del terremoto.

## Contenido
Cada número de Tane maku hito incluía un «juramento» que en lenguaje (quizá deliberadamente) enrevesado, expresaba un aparente apoyo a la Revolución rusa.

## Crítica y legado
Tane maku hito está reconocida por haber impulsado el movimiento literario proletario en Japón. Se publicaron reimpresiones de la revista en 1961 y 1986.

## Obras citadas
- Sofue, Shōji (1994). «種蒔く人». Encyclopedia Nipponica (en japonés). Shogakukan. Consultado el 22 de noviembre de 2017.
- Keene, Donald (1998). A History of Japanese Literature, Vol. 3: Dawn to the West – Japanese Literature of the Modern Era (Fiction) (tapa blanda edición). New York, NY: Columbia University Press. ISBN 978-0-231-11435-6.